# Zoupri
 (avril 2025).
Zoupri est une localité rurale au centre de la Côte d'Ivoire dans le Vallée du Bandama. Zoupri est administrativement rattaché au département de Béoumi, appartenant à la région de Gbêkê. 